# Julie Christiansen
Julie Christiansen (født 8. juli 1987) er en dansk autodidakt skuespillerinde fra Vordingborg. Hun er mest kendt fra DR-serien Lykke.

## Filmografi
| År   | Titel                | Rolle          | Noter |
| ---- | -------------------- | -------------- | ----- |
| 2006 | Råzone               | Emma           |       |
| 2006 | Supervoksen          | Katja          |       |
| 2010 | Sandheden om mænd    | ung hippiepige |       |
| 2010 | Vilddyr              | Julie          |       |
| 2016 | Afskåret             |                |       |
| 2017 | Mens vi lever        | Trine          |       |
| 2018 | Lykke-Per            |                |       |
| 2018 | Wonderful Copenhagen |                |       |
| 2018 | Månebrand            |                |       |
| 2019 | Kollision            |                |       |

### Tv-serier
| År      | Titel           | Rolle                                    | Noter                  |
| ------- | --------------- | ---------------------------------------- | ---------------------- |
| 2007-08 | Tak for i aften | Mick Øgendahls kæreste                   |                        |
| 2011-12 | Lykke           | Ada                                      | afsnit 1-18            |
| 2011    | Borgen          | Lisa, Arbejderpartiets pressemedarbejder | afsnit 16              |
| 2014    | Heartless       | Emilie Just                              | sæson 1 & 2 på kanal 5 |
| 2015    | Hedensted High  | Katrine                                  |                        |

## Ekasterne kilder og henvisninger
- Julie Christiansen på Internet Movie Database (engelsk)
- Julie Christiansen på Filmdatabasen
- Julie Christiansen på danskefilm.dk
- Julie Christiansen på danskfilmogtv.dk
- Julie Christiansen på AlloCiné (fransk)
- Julie Christiansen på AllMovie (engelsk)
- Julie Christiansen på The Movie Database (engelsk)
- Julie Christiansen på danskefilmstemmer.dk
- Julie Christiansen Arkiveret 1. november 2011 hos  Wayback Machine på panoramaagency.com